# Notoxenoides abyssi
Notoxenoides abyssi är en kräftdjursart. Notoxenoides abyssi ingår i släktet Notoxenoides och familjen Paramunnidae. Inga underarter finns listade i Catalogue of Life.